# Urswick
Urswick – civil parish w Anglii, w Kumbrii, w dystrykcie (unitary authority) Westmorland and Furness. Leży 82 km na południe od miasta Carlisle i 358 km na północny zachód od Londynu. W 2011 roku civil parish liczyła 1397 mieszkańców.